# Roman Schmidt
Roman Oto Kažimir Schmidt o Roman Šmidt va ser un as de l'aviació de la força aèria austrohongaresa durant la Primera Guerra Mundial, acreditat amb sis victòries aèries.
La seva primera victòria aèria es va produir al front rus, mentre estava assignat al Flik 7 i amb un Hansa-Brandenburg C.I, quan el 13 d'abril de 1917 junt amb el pilot Paul Hablitschek va abatre un Nieuport Scout rus als voltants de Bohorodzany (d'acord amb la pràctica austrohongaresa com a Oberleutnant, Schmidt actuava com a observador i tirador). Més tard aquell any va ser traslladat al Flik 13, que també actuava al front rus. El 8 de setembre, sobre de Razbita, en un Oeffag C.II biplaça ell i l'Oberleutnant Miroslav Navratil van abatre un caça rus Nieuport. El 4 d'octubre de 1917, Schmidt juntament amb el pilot Adolf Wiltsch van abatre un altre caça monoplaça (volaven en un biplaça Lloyd 40.11); va ser la tercera victòria de Schmidt.
Schmidt va volar amb el Flik 30J al front italià des de maig de 1918. El 12 de juliol, mentre volava un Phönix D.I amb el número 128.12, va fer caure un biplaça italià (tipus SAML) sobre territori enemic. La seva cinquena victòria es va produir onze dies més tard, el 23 de juliol, quan va abatre un caça de la Bristol F.2 del 139è esquadró de la Royal Air Force sobre Godega di Sant'Urbano (tant el pilot com l'observador van morir en la caiguda). Durant aquest període, el Flik 30J tenia la base a l'aeroport de San Pietro di Campo. La seva sisena i última victòria es va produir el 27 d'octubre de 1918, quan va abatre un bombarder italià Caproni Ca.3 a la zona al voltant de Belluno.